# Expérience NIMROD
Pour les articles homonymes, voir Nimrod (homonymie).
L’expérience NIMROD (Northern Illinois Meteorological Research On Downburst) était une étude météorologique in situ des orages violents et de leurs vents dommageables. Elle a été réalisée dans l’aire métropolitaine de Chicago, Illinois, États-Unis, du 15 mai au 30 juin 1978. Les données recueillies provenaient autant d'orages unicellulaires que de systèmes convectifs de méso-échelle, tels que des grains d'arc.
L'expérience utilisa des radars météorologiques Doppler pour étudier les mésocyclones, les rafales descendantes et les fronts de rafales en corrélation avec des observations au sol. Elle a permis pour la première fois la détection en temps réel des micro-rafales, des vents violents très localisés sous un orage, ce qui a mené à l'amélioration de la sécurité aérienne et du public par l'implantation de systèmes comme le radar météorologique Doppler d'aéroport et le système d’alerte de cisaillement du vent à basse altitude.

## Description
Le programme d'étude a été conçu par Ted Fujita et Ramesh Srivastava de l'université de Chicago avec les assistants de recherche Roger Wakimoto et Gregory S. Forbes, ainsi que le chercheur Jim Wilson du National Center for Atmospheric Research (NCAR). Le réseau NIMROD comprenait 3 radars météorologiques Doppler disposés aux sommet d'un triangle d'environ 60 km de côté et 27 stations météorologiques automatiques mobiles du NCAR formant un mésonet dans et autour de la zone couverte par les radars,. Deux des radars fonctionnaient en bande C (CP-3 et CP-4), l'autre était le CHILL en bande S sondant de multiples élévations 24 sur 24. Environ 200 sondes radiovent ont été libérées à des intervalles de 30 à 60 minutes de la position de coordination selon les besoins les jours d'expérience,.
L'emplacement du réseau a été choisi pour inclure l'aéroport international O'Hare de Chicago, car l'un des principaux objectifs était de déterminer les vents de bas niveau dans et autour des principaux aéroports. Il fut placé juste à l'ouest de Chicago dans les champs de maïs à la fin du printemps car les dommages au maïs pouvaient être utilisés comme indicateurs de vents violents à la surface. La hauteur nominale des capteurs de vent était de 4 m, même si certaines des stations étaient situées en banlieue tandis que d'autres étaient en plein champ. Les données du mésonet ont été obtenues à une résolution de 1 minute. Les opérations du réseau ont été dirigées à partir du site radar du NCAR CP-3 tandis que le bureau local du National Weather Service a notifié à l'équipe des signalements de rafales importantes et/ou de tornades dans le secteur, et a même aidé aux enquêtes sur les dommages.

## Buts et résultats

Grain en arc produisant divers vents violents.

Les études sur les rafales descendants d'orages étaient peu nombreuses et l'extension de leurs effets n'est pas bien connue en 1978. Le Dr Fujita soupçonnait que le courant descendant localisé, appelé plus tard microrafale, était responsable de dommages au sol et d'un danger météorologique responsables de certains accidents d'avion comme celui du 24 juin 1975 alors que le vol 66 d'Eastern Airlines s'est écrasé lors de l'atterrissage à l'aéroport international de New York - John-F.-Kennedy, tuant 113 personnes et en blessant 11 autres.
Fujita avait émis l'hypothèse lors de l'enquête que la cause était de tels phénomènes. Il en avait conclu ainsi grâce aux similitudes avec son étude précédente des dommages causés par la bombe atomique de Nagasaki en août 1945 et de certains dégâts inexpliqués lors de la super éruption de tornades de 1974. Cependant, il y avait une forte résistance de la communauté météorologique. Il a convaincu la National Science Foundation et le NCAR de financer des projets pour étudier les courants descendants des orages. NIMROD était la première expérience à grande échelle pour étudier ce phénomène et c'était la première fois que Fujita utilisait des données des radars Doppler, n'ayant aucune expérience préalable dans l'interprétation de leurs données, mais il est rapidement devenu à l'aise avec elles.
Peu de temps après le début du programme de terrain, la première microrafale enregistrée sur le radar Doppler a été vue sur le radar CP-3 à Yorkville, Illinois , le 29 mai 1978. Lors du premier balayage d'un orage, l'affichage de la vitesse Doppler a montré un doublet de vitesses entrantes-sortantes qui ont été suivies par l'observation d'un front de rafales. Les données obtenues tout au long du projet ont permis de décrire le mouvement tridimensionnel de l'air dans les orages et leur structure en cellules uniques, multicellulaires, échos en arc, etc.,

## Descendance
Cette première expérience a été suivie par de nombreuses autres depuis 1978. On peut citer JAWS (Joint Airport and Weather Studies) en 1982 et MIST (Microburst and Severe Thunderstorm Experiment) en 1986 dirigés par Fujita et les expériences VORTEX plus récemment. Tous conduisent à une meilleure compréhension des conditions météorologiques d'orages estivaux dangereux pour les aéroports et la sécurité publique.